# 死霊が漂う孤島

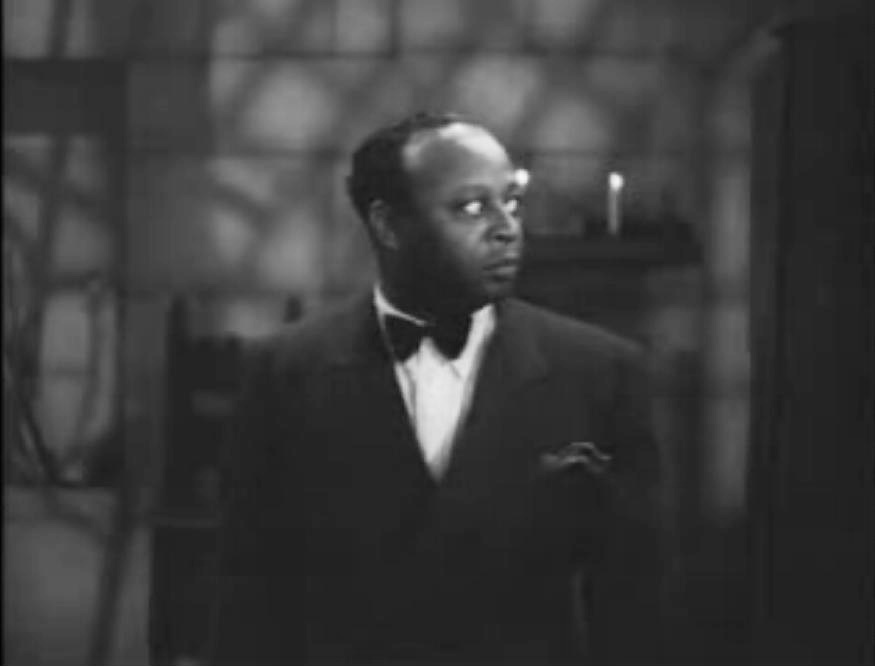
ジェフ役のマンタン・モアランド

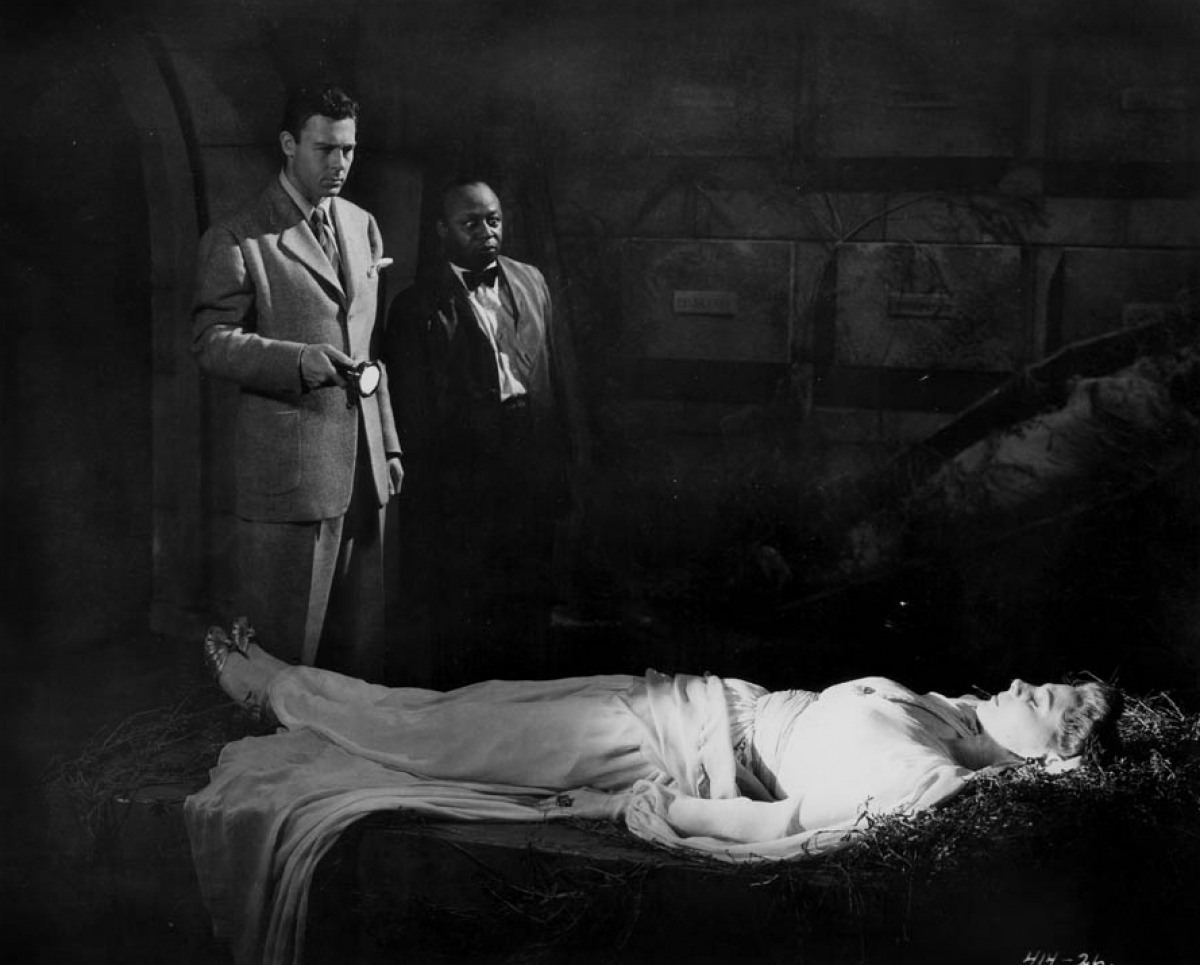
左からディック・パーセル、マンタン・モアランド、パトリシア・ステイシー

『死霊が漂う孤島』（しりょうがただようことう、King of the Zombies）は、1941年に公開されたアメリカ合衆国のホラーコメディ映画。監督はジーン・ヤーブロー、出演はディック・パーセル、ジョーン・ウッドベリー、マンタン・モアランド。配給はモノグラム・ピクチャーズが行った。典型的なB級映画とされる本作は、ゾンビとスパイを組み合わせた内容で、ひょうきんなキャラクターによるドタバタも見どころとされる。
日本では劇場未公開。2017年、コスミック出版から「ホラー映画 パーフェクトコレクション ゾンビ の世界 DVD10枚組」の1本としてリリースされた。

## あらすじ
1941年、諜報員のビル・サマーズとその従者ジェフは、行方不明になったウェインライト海軍大将を捜索すべく、マックが機長を務める飛行機に乗ってカリブ海に向かう。嵐で遭難しかけたところ、ラジオ放送の電波をキャッチし、それを頼りに島に不時着する。
島にはウィーン出身のサングレ博士と妻アリス、姪のバーバラが住んでいた。サングレ博士にラジオ放送のことを尋ねるが、知らないと言われる。
真夜中、ジェフが壁をすり抜ける女性の幽霊を目撃し、屋敷の中を調べてみると、書斎にバーバラがいて催眠術の本を読んでいた。
サングレ博士の正体はスパイであり、秘密を知ったジェフに催眠術をかけ、自分はゾンビだと思い込ませる。一方で、博士はブードゥーの高僧タマハの術でウェインライト海軍大将から情報を手に入れようとする。
バーバラは催眠術にかかった叔母を逆催眠で解放しようとしていたが、逆に博士に催眠術をかけられてしまう。マックも殺されてゾンビにされる。
若いメイドのサマンサのおかげで催眠が解けたジェフは、サマーズとともに、ブードゥーの儀式を続けるサングレ博士からウェインライト海軍大将とサマンサを救出。サングレ博士はゾンビとなったマックたちによって殺される。

## キャスト
- ジェームズ・"マック"・マッカーシー：ディック・パーセル（英語版）
- バーバラ・ウィンスロー：ジョーン・ウッドベリー（英語版）
- ジェファーソン・"ジェフ"・ジャクソン：マンタン・モアランド（英語版）
- ミクロス・サングレ博士：ヘンリー・ヴィクター（英語版）
- ビル・サマーズ：ジョン・アーチャー（英語版）
- アリス・サングレ：パトリシア・ステイシー
- アーサー・ウェインライト海軍大将：ガイ・アッシャー
- サマンサ：マーグリット・ウィッテン
- モンバ：リー・ウィッパー
- タハマ：マダム・スル・テ・ワン（英語版）
- ラザラス：ジェームズ・デイヴィス
- クイル医師：ローレンス・クライナー

## 制作
本作は『ゴースト・ブレーカーズ』の成功に触発される形で制作された。
当初、サングレ博士役はベラ・ルゴシが務める予定であり、上映から数か月前にあたる1941年1月の段階ではルゴシ主演と宣伝されていた。
ところが実現ならず、一時は代役候補にピーター・ローレが挙がったが、最終的には撮影日の前日になって、ベテラン俳優のヘンリー・ヴィクターに決まった。
3月28日から4月上旬にかけて、主にスタジオの裏宅地で撮影された。
また、飛行機の場面ではカペリス XC-12が使われた。

## 反応
アカデミー作曲賞の劇・喜劇映画音楽賞にノミネートされた。

## 続編
2年後の1943年に続編として『死体に殺された男 』が作られた。マンタン・モアランドが同じジェフ役で、マダム・スル・テ・ワンが異なる役で出演している。